# Desmond O’Malley

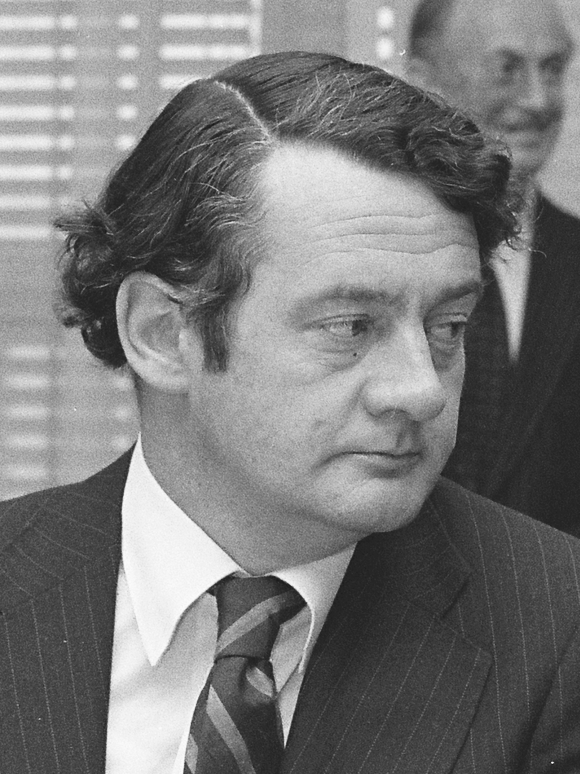
Desmond O’Malley (1979)

Desmond „Des“ Joseph O’Malley (irisch: Deasún Seosamh „Des“ Ó Máille; * 1. Februar 1939 in Limerick; † 21. Juli 2021) war ein irischer Politiker, der nach seinem Ausschluss aus der Fianna Fáil die Progressive Democrats gründete und von 1985 bis 1993 deren Vorsitzender war.

## Biografie

### Abgeordneter und Minister der Fianna Fáil
O’Malley entstammte einer politisch einflussreichen Familie aus Limerick. Sowohl sein Vater Desmond O’Malley als auch seine Onkel Michael O’Malley und der spätere Minister Donogh O’Malley waren Oberbürgermeister von Limerick. Von diesem Umstand ausgehend erlangte er auch seinen Spitznamen "The Man from Uncle".
Er selbst studierte nach dem Schulbesuch Rechtswissenschaft und war nach Beendigung des Studiums als Solicitor tätig.
Seine eigene nationale politische Laufbahn begann er als Kandidat der Fianna Fáil mit der Wahl zum Abgeordneten (Teachta Dála) des Unterhauses (Dáil Éireann) bei einer Nachwahl (By-election) am 22. Mai 1968. Dort vertrat er nach zehn anschließenden Wiederwahlen bis 2002 den Wahlkreis Limerick East.
Bereits ein Jahr nach seinem Einzug ins Unterhaus wurde er von Premierminister (Taoiseach) Jack Lynch 1969 zum parlamentarischen Sekretär beim Premierminister und damit zugleich zum parlamentarische Geschäftsführer der Regierungsfraktion (Government Chief Whip) ernannt.
Im Rahmen einer Regierungsumbildung erfolgte am 7. Mai 1970 seine Ernennung zum Justizminister. Dieses Amt hatte er bis zum Ende von Lynchs Amtszeit am 18. Juni 1973 inne. In dieser Amtszeit vertrat er einen scharfen Kurs gegenüber der Provisional Irish Republican Army (IRA) unter anderem mit der Stärkung des Special Criminal Court. In der Folge wurde er bedroht und musste unter Polizeischutz stehend wöchentlich seinen Aufenthaltsort ändern. In der Opposition zwischen 1973 und 1977 war er Sprecher für Industry und Wirtschaft seiner Partei.
Nach dem erneuten Wahlsieg der Fianna Fáil berief ihn Premierminister Lynch am 5. Juli 1977 zum Minister für Industrie und Handel in dessen Kabinett. In der darauffolgenden Regierung von Lynchs Nachfolger Charles J. Haughey war er vom 12. Dezember 1979 bis zum 30. Juni 1981 Minister für Industrie, Handel und Energie sowie zusätzlich vom 23. Januar 1980 bis zum 30. Juni 1981 Tourismusminister. In dieser Zeit setzte er sich für die Modernisierung und Entbürokratisierung der Wirtschaft ein. Er versuchte Exporte und Auslandsinvestitionen in Irland zu stärken, scheiterte jedoch im Rahmen der Ölpreiskrise Ölproduzenten davon zu überzeugen Importe zu erhöhen und damit die Preise stabil zu halten. Auch als er sich daraufhin für Nuklearenergie einsetzte scheiterte er an der Opposition der Bevölkerung.
In der zweiten Regierung Haughey wurde er von diesem am 9. März 1982 wiederum zum Minister für Handel und Tourismus berufen. Diese Position bekleidete er bis zu seinem Rücktritt am 6. Oktober 1982.

### Ausschluss aus der Fianna Fáil und Gründung der Progressive Democrats
Nachdem O’Malley, der seit der sogenannten irischen Waffenkrise von 1970 ein erbitterter Gegner von Haughey war, letztendlich 1985 aus der Fianna Faíl wegen „unziemlichen Benehmens“ ausgeschlossen worden war, als er die oppositionelle Haltung der Partei in der Frage der Empfängnisverhütung nicht unterstützen wollte, gründete er die Progressive Democrats und war zugleich vom 21. Dezember 1985 bis zum 12. Oktober 1993 deren Vorsitzender. Er verkündete "Truly the mould of Irish politics has been broken" und ihm gelang es mit der Partei in der Folge das Zwei-Parteien-System um Fianna Fáil und Fine Gael aufzubrechen. Die neue Partei verfolgte unter seiner Führung die Politik des Liberalismus, der Wirtschaftsfreundlichkeit und des Säkularismus.
Als die Progressive Democrats bei den Unterhauswahlen 1987 das drittstärkste Ergebnis und auf Anhieb 14 Sitze (11,9 %) erzielte, wurde O’Malley als Unterhausabgeordneter ebenfalls wiedergewählt.
Als es nach dem Rückzug von Haughey aus dem politischen Leben und den Unterhauswahlen 1992 zur Bildung einer Koalitionsregierung der Fianna Fáil mit den Progressive Democrats kam, wurde O’Malley vom neuen Premierminister Albert Reynolds am 11. Februar 1992 zum Industrie- und Handelsminister ernannt. In den folgenden Monaten kam es jedoch zunehmend zu Spannungen und Meinungsverschiedenheiten zwischen den Koalitionspartnern, so dass O’Malley letztlich bereits am 4. November 1992 als Minister zurücktrat und die Koalition somit scheiterte. Hauptgrund dafür waren Beschuldigungen der Unehrlichkeit während des sog. „Beef Tribunal“ (Rindfleisch-Tribunal, ein Tribunal, das 1991 geschaffen wurde, um Ungereimtheiten im Exporthandel für Rindfleisch aufzuklären, und inwieweit auch Politiker involviert waren). Auch gab er die Parteiführung an Mary Harney ab.
Zuletzt war er vom 12. November 1997 bis zum 27. März 2002 Vorsitzender des Unterhausausschusses für auswärtige Angelegenheiten. Dabei verfolgte er die Integration Irlands in Europa, vor allen Dingen in der Verteidigungs- und Sicherheitspolitik.
Seine Tochter Fiona O’Malley war von 2002 bis 2007 Abgeordnete im Unterhaus und von 2007 bis 2011 Mitglied des Senats (Seanad Éireann).
Am 21. Juli 2021 verstarb er nach langer Krankheit.